# Demultiplexor

Obecná značka demultiplexoru

Demultiplexor (anglicky demultiplexer) je elektronická součástka, fungující na principu přepínače, kdy je podle řídících signálů (a) přiváděn na výstupy (y) vstupní signál (x).

## Popis
Demultiplexor má jeden informační vstup x, který je podle kombinace n adresních vstupů a0 … an-1 převáděn na jeden z k signálových výstupů y0 … yk-1. Volitelně je možno použít strobovací vstup s pro vzorkování signálu. Počet adresovatelných výstupů y odpovídá hodnotě 2n adresových vstupů. Chování demultiplexoru je možno vyjádřit pravdivostní tabulkou.
Demultiplexor je principiálně podobný binárnímu dekodéru, rozdíl spočívá v tom, že u demultiplexoru je nosičem informace vstup x.

## Příklady
| schéma                | adresa | vstup | výstupy | výstupy |
| schéma                | sel    | in    | O0      | O1      |
| --------------------- | ------ | ----- | ------- | ------- |
| Schéma                |        |       |         |         |
| 0                     | 0      | 0     | X       |         |
| 0                     | 1      | 1     | X       |         |
| 1                     | 0      | X     | 0       |         |
| 1                     | 1      | X     | 1       |         |
| X = nedefinovaný stav |        |       |         |         |

| schéma                                        | adresa | adresa | vstup | výstup | výstup | výstup | výstup |
| schéma                                        | s0     | s1     | x     | y0     | y1     | y2     | y3     |
| --------------------------------------------- | ------ | ------ | ----- | ------ | ------ | ------ | ------ |
| Schéma                                        |        |        |       |        |        |        |        |
| 0                                             | 0      | 0      | 0     | 0      | 0      | 0      |        |
| 0                                             | 0      | 1      | 1     | 0      | 0      | 0      |        |
| 1                                             | 0      | 0      | 0     | 0      | 0      | 0      |        |
| 1                                             | 0      | 1      | 0     | 1      | 0      | 0      |        |
| 0                                             | 1      | 0      | 0     | 0      | 0      | 0      |        |
| 0                                             | 1      | 1      | 0     | 0      | 1      | 0      |        |
| 1                                             | 1      | 0      | 0     | 0      | 0      | 0      |        |
| 1                                             | 1      | 1      | 0     | 0      | 0      | 1      |        |
| Demultiplexor 1-4 tvořený logickými členy AND |        |        |       |        |        |        |        |

Elektronický člen s opačnou funkcí se nazývá multiplexor.